# 348
348 (CCCXLVIII) var ett skottår som började en fredag i den julianska kalendern.

## Händelser

### Okänt datum
- I Persien inkallas kvinnor till armén för att utföra hjälptjänster.
- I Indien besegras Rudrasena av Samudragupta.